# 宽城满族自治县
宽城满族自治县在中國河北省东北部、滦河流域，是承德市下辖的自治县，南临长城，邻接辽宁省。自治縣政府駐宽城镇民族街363号。区域总面积1,935.73 平方公里。

## 地理
滦河主干流流经本县西部，是“引滦入津”工程的重要水库潘家口水库所在地。此外尚有一些辽河和滦河支流流经或发源于本县。
宽城县全部处于燕山山脉东段，群山密集，沟谷狭窄，山坡陡峭。夏季常有雹灾和风灾。气温冬夏差别大，一月平均气温为-9℃，七月为23.9℃。

## 语言
宽城和附近的青龙县、卢龙县组成一个特殊的方言区，这种方言虽然基本属于北京话口音，但不会说儿化音，元音后移，如“二”发成类似“啊”的音，“朱”类似“周”音，在北方方言区中虽然不难懂，但比较特殊。

## 历史
宽城在清代也属于关外禁止汉人定居的地方，辛亥革命后尚有部分农民迁入，但由于石多土少，不能承担大量的人口。1962年析承德、青龙二县置，治今本县宽城镇。1989年撤销宽城县设自治县。

## 人口
截至2020年11月1日零時，根據承德市第七次人口普查數據結果，寬城滿族自治縣人口情況公佈如下:寬城縣常住人口240579人，與2010年第六次全國人口普查的250304人相比，減少9725人，下降3.9%。

## 行政区划
宽城满族自治县下辖10个镇、8个乡：
宽城镇、龙须门镇、峪耳崖镇、板城镇、汤道河镇、桲罗台镇、碾子峪镇、亮甲台镇、化皮溜子镇、松岭镇、塌山乡、孟子岭乡、独石沟乡、铧尖乡、东黄花川乡、苇子沟乡、大字沟乡和大石柱子乡。

## 物产
粮食作物主要以玉米、高粱为主，山谷河旁出产稻米，山区出产杏仁、柞蚕丝等，有煤、金、铁等矿藏。